# Iška
Iška je naselje v Občini Ig. Leži na nadmorski višini 347m in ima okoli 195 prebivalcev. Skozi vas poteka prometnica Iška vas - Krim. Zelo znan je tudi Iški Vintgar, dolina reke Iške. Del vasi je znan kot Mala vas.